# Vaucelles (Belgique)
Pour les articles homonymes, voir Vaucelles.
Vaucelles (en wallon Våcele) est une section de la commune belge de Doische située en Wallonie dans la province de Namur. 
C'était une commune à part entière avant la fusion des communes de 1977.

Ce village situé en Entre-Sambre-et-Meuse, dans la Calestienne est traversé par la Joncquière et borde la frontière française. 

## Évolution démographique
- Source: DGS, 1831 à 1970=recensements population, 1976= habitants au 31 décembre

## Histoire
Des traces d'un habitat remontant à l’âge du renne (magdalénien ou paléolithique supérieur) ainsi qu’un ossuaire néolithique furent découvertes au trou des Blaireaux.
En 1214, le village dépend de l’abbaye de Saint-Hubert dont l’avoué est le seigneur de Hierges. Durant tout l’Ancien Régime, il sera une possession de la baronnie de Hierges, terre liégeoise de la Cour féodale de Bouillon. Les habitants bénéficient du droit de bourgeoisie depuis 1385 ainsi que du droit de chasser dans les bois communaux.
La paroisse Saint-Pierre est créée en 1622 par bifurcation de celle de Gimnée-Doische. L’abbaye de Saint-Hubert a exploité des minières et des carrières du XVIe au XVIIe siècle. Agriculture et élevage sont présents.
Lorsque la Belgique devient indépendante, en 1830, Vaucelles compte 85 habitants dans 16 maisons et une ferme. Il y a 15 chevaux, 2 poulains, 18 bêtes à cornes, 4 veaux, 3 porcs et 53 moutons.
Le 14 mai 1940, lors de la bataille de France, Vaucelles est prise par les Allemands de l’Infanterie-Regiment 4 (unité de la 32. Infanterie-Division de Franz Böhme) qui vient de traverser la Meuse face à des unités de la 22e division d'infanterie française (général Béziers-Lafosse).

## Patrimoine et culture

### Patrimoine architectural
- Des carrières de Vaucelles on extrait des pierres de taille et du marbre gris foncé moucheté de blanc, appelé 'marbre de Boulogne' (à cause de sa ressemblance avec celui-ci).
- Un moulin à farine mû par l’eau de la Joncquière[3].
- La grotte de la Chauve-Souris.

- Eglise Saint-Pierre. Construite en 1859[4].
- Chapelle Notre-Dame de Bon-Secours, rue de la Joncquière. Petit édifice de style néo-classique datant de 1839[5].